# ギリシャの経済
ギリシャの経済 は、その名目国内総生産（GDP）が年間194.851億ドルであり、世界で46番目の規模である。また、購買力平価では年間288.245億ドルと、世界で54番目の規模である。 2015年時点で、ギリシャは欧州連合（EU）の加盟国28カ国中第15位の経済規模である。ギリシャは、一人当たり名目GDPと一人当たりの購買力平価ではそれぞれ17,988ドル、26,391ドルと、世界で38番目と45番目に位置している。

## 概要
ギリシャは、 第三次産業 （82.8%）および第二次産業 （13.3％）が経済の軸である。第一次産業は、2015年には同国の経済生産のうちの3.9％を占めていた。重要なギリシャの産業は観光やギリシャの海運などがある。2013年には1800万人もの国際観光客が訪れたギリシャは欧州連合では7番目に、世界では16番目に多くの観光客が訪れた国である。
ギリシャには国を発展させる基幹産業が存在せず、現在も外貨獲得の主要産業は観光業である。
ギリシャの保有商船は 世界最多であり、ギリシャが所有する船舶は、2013年時点の全世界の載貨重量トン数のうち15％を占めている。ギリシャとアジア間の国際海上輸送需要の増加は、海運業界では前例のない投資をもたらした。
同国は、EU内における重要な農業生産国である。ギリシャはバルカン半島では最大の経済規模であり、地域の投資国としての役割も重要である。ギリシャは2013年にはアルバニアで最大、ブルガリアでは三番目、ルーマニアおよびセルビアでは上位3カ国に入る外国人投資家であり、 
マケドニア旧ユーゴスラビア共和国の最大の貿易相手国であり、最大の外国人投資家である。ギリシャの通信会社OTEは、旧ユーゴスラビアやその他のバルカン諸国における有力な投資家となっている。
ギリシャは、 高所得な経済、経済協力開発機構 （OECD）と黒海経済協力機構（BSEC）の創設メンバー国であった。同国は1981年に現・欧州連合に参加した。 2001年に、ギリシャはドラクマの代わりにユーロを、1ユーロあたり340.75ドラクマの為替レートで通貨として採用した。ギリシャは国際通貨基金（IMF）と世界貿易機関（WTO）の一員であり、アーンスト・アンド・ヤングの『グローバル指数 2011年』において第34位に位置付けた。
第二次世界大戦 （1939-1945年）は同国の経済を荒廃させた（イタリア・ギリシャ戦争、ギリシャの戦い）。戦後の1950年から1980年まで続いた高水準の経済成長は「ギリシャの奇跡」と呼ばれてきた。2000年以降ギリシャは2003年の5.8％、2006年の5.7％をピークに、ユーロ圏の平均を上回る高い水準のGDP成長率の記録した。その後の大不況と、欧州をまたにかけた欧州債務危機の主要な焦点であるギリシャ政府債務危機は 、同国の経済を急激に悪化させ、2008年には-0.3％、2009年には-4.3%、2010年には-5.5%、2011年には-7.3%、2012年には-7.3%、2013年には-3.2%の実質 GDP成長率であった。 2011年には、同国の公的債務は 3560億ユーロ（対名目GDP比172パーセント）に達した 。 民間部門と史上最大の債務再編の交渉を行った後に、ギリシャは2012年の第一四半期に、ソブリン債の負担を2800億ユーロ（GDPの137パーセント）まで減少させた。 ギリシャは景気後退から6年後の2014年に0.7％の実質GDP成長率を達成したが 、2015年には不況に再び陥った。

## 失業率
ギリシャの失業率は、2000年から2009年の期間では最悪でも11%で推移していた。EUに財政支援を要請した2010年には12.8%に上昇、その2年後には24.4%にまで悪化してしまう。2014年には約26.5%となっている。この長期間の高失業率によって未来の経済成長率が低下することが懸念されている。IMFが2010年に発表したギリシャ失業率の予測値は極めて楽観的なものであった。
2017年時点のIMF統計による失業率は21.5%となっている。
EU統計局（ユーロスタット）の2021年7月1日の発表によると15.4％である。

## 国内総生産
2014年の一人当たりの名目GDPは22,317ドルであり、世界平均の2倍を越えている。バルカン半島の国家の中では経済的に最も豊かな国であり、一人当たりの名目GDPはルーマニアやトルコの2倍以上、アルバニアの約5倍である。しかし西欧先進国のドイツ、フランスと言った国の約半分程度の水準である。
2014年時のギリシャの実質国内総生産は2008年時の水準の約75%にまで低下している。IMFによる予測では2011年まで下げ基調で、以降ギリシャ経済は回復に向かうはずだった。この予測は現実と大きくかけ離れた。
IMFは、緊縮財政政策がギリシャ経済に与える悪影響を過小評価していたことを認めた。

## 産業

### 第一次産業

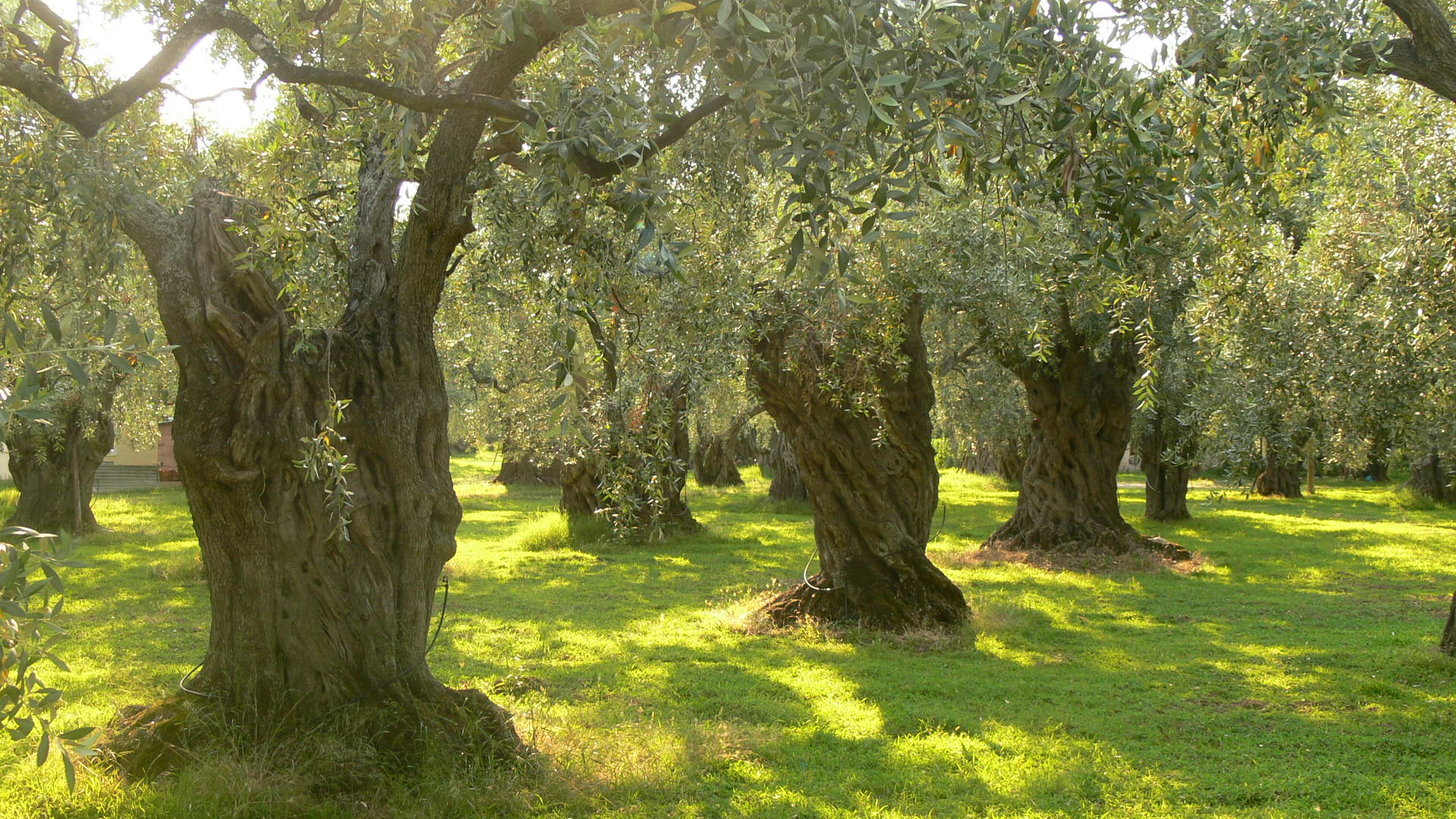
オリーブの木（タソス島）

農業では、オリーブ、綿、葉タバコなど商品作物の生産が活発であるが、主食である小麦の生産は国内需給量を賄うことができない。
2010年のギリシャの綿花生産量はEU内最大で183.8千トンの生産量であった。また、コメの生産量は同第2位の229.5千トン、オリーブの生産量も同第2位の147.5千トンであった。イチジクの生産量は同第3位の11千トン、スイカは578.4千トンであった。また、たばこの生産量は同第4位の22千トンであった。国内総生産（GDP）に占める農業の割合は3.3%、労働人口の12%を占める。
ギリシャは欧州連合の共通農業政策における便益を享受している国の一つである。ギリシャが欧州連合の前身である欧州共同体（EC）に参加する際に、農業のインフラを整備した結果、農業生産高は上昇した。2000年から2007年にかけてギリシャにおける有機農業の生産高は885%上昇し、欧州連合内で最も高い上昇率であった。
ギリシャは地中海とその一部であるエーゲ海、イオニア海に面している。2007年のギリシャの地中海における漁獲生産高は85,493トンであり欧州連合内第3位で約19%を占める。また、地中海における漁船保有量は同第1位であり、全体の漁獲生産高は87,461千トンであり同11位である。

### 第二次産業
鉱業では亜炭、褐炭、マグネシウム、鉄、ニッケル、ボーキサイト、原油、天然ガス、石材などの生産が行われている。
工業では、一次産品を利用したオリーブ油などの食品加工業や綿を中心にした繊維産業などが盛ん。造船業、製鉄、石油化学工業も発展を遂げている。

### 第三次産業

#### 観光
数多くの古代ギリシャ時代や東ローマ帝国時代の遺跡・遺構、エーゲ海の風光明媚な島々などの観光資源も多く、観光も重要な産業となっている。
新型コロナウイルス（[COVID-19）感染症で2020年から観光に大きな打撃を受けた。COVID-19ワクチンが出回り始めたことから、ギリシャ政府は2021年、人口1000人以下の島々で住民にワクチンを接種して観光客を迎え入れる「青い自由作戦」を展開した。こうした島々は、メディアに「コロナフリー島」と呼ばれている。

#### 公共部門
ギリシャには公務員が約100万人おり、総人口の約10%、全労働人口の25%を占めている。

## 貿易

### 輸出
2020年の主要な輸出品目は、石油製品、農産品、食料品、原材料製品、化学製品などである。また、主要な輸出相手国は2020年現在、イタリア10.7％、ドイツ7.8%、キプロス6.1%であり、輸出額は2021年は約399億ユーロである。

### 輸入
2020年の主要な輸入品目は、石油製品、機械及び輸送機器、化学製品、原材料製品などである。また、主要な輸入相手国は2020年現在、ドイツ12.2％、イタリア8.5％、中国7.9％であり、輸入額は2021年は約642億ユーロである。

## ギリシャ経済危機 （2010年-）

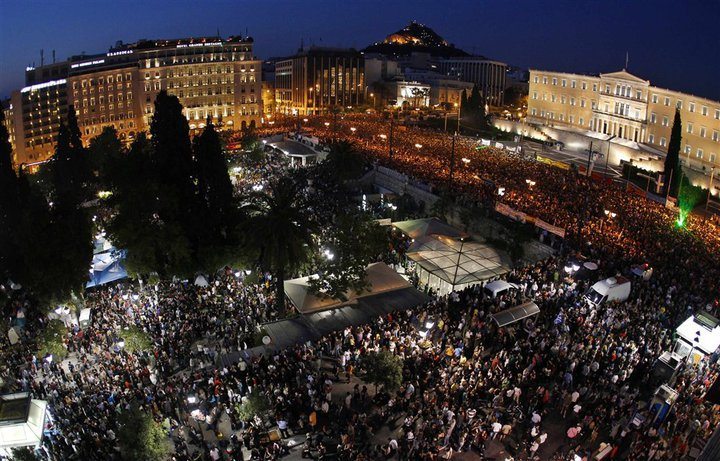
2011年3月29日にアテネで行われた、緊縮財政の反対デモ。主催者発表では、10万人が参加したとされる。

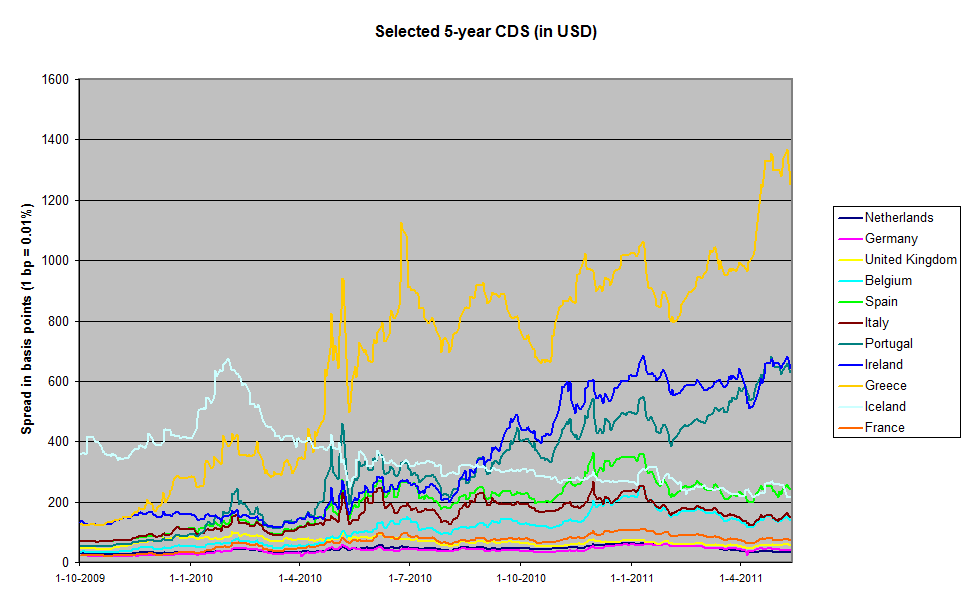
CDS5年物スプレッドの推移。PIIGS5カ国のCDSスプレッド（ポルトガル(青緑色)、アイルランド(青色)、イタリア(茶色)、ギリシャ(橙色)、スペイン(黄緑色)）の中でギリシャのスプレッドの拡大が突出しているのが分かる。因みに水色はアイスランド。

ギリシャとユーロゾーン平均のGDP対比債務残高

2009年10月、ギリシャにおいて政権交代が行われ、ゲオルギオス・アンドレアス・パパンドレウ新政権（全ギリシャ社会主義運動）下で旧政権（新民主主義党）が行ってきた財政赤字の隠蔽が明らかになった。従来、ギリシャの財政赤字は、GDPの4%程度と発表していたが、実際は13%近くに膨らみ、債務残高も国内総生産の113%にのぼっていた。
2010年1月12日、欧州委員会がギリシャの統計上の不備を指摘したことが報道され、ギリシャの財政状況の悪化が表面化。
2010年1月15日、財政赤字を対GDP比2.8%以下にするなどとした3カ年財政健全化計画を閣議で発表するが楽観的な経済成長が前提であった。格付け機関は、相次いでギリシャ国債の格付けを引き下げ、債務不履行の不安からギリシャ国債が暴落した。株価も影響を受け、世界各国の平均株価が下落し、ユーロも多くの通貨との間で下落した。2010年4月23日にはギリシャが金融支援を要請した。
欧州連合ではユーロ圏諸国に対して、ユーロ経済圏の秩序維持のために起債上限額を制限している（安定・成長協定）。ギリシャは、こうしたルールを破ることとなったため、欧州各国が協調して問題に取り組むこととなったが、ドイツなどとの間で足並みの乱れも見られた。欧州では、ギリシャのほか、スペインやポルトガルなども財政赤字の拡大に苦しんでおり、こうした国へ飛び火することも懸念されたためである。
IMF、欧州委員会、ECBの3つはトロイカと呼ばれる。2010年からトロイカはギリシャに金融支援を行っている。その中でもドイツの融資割合は最も高い。トロイカは金融支援の条件としてギリシャに緊縮財政政策をとるように要求している。
2010年4月にユーロスタットが発表した財政赤字は2009年10月に発表された13％近くではなく13.6％であることが発表された。2010年2月から断続的にストライキ、デモが行われており2月と3月には追加の財政再建策撤回を求めてギリシャ労働総同盟・ギリシャ公務員連合が24時間のゼネラル・ストライキを行い275万人が参加した。メーデーのデモが行われデモ隊と警官隊が衝突、けが人が出る事態となる。5月5日に行われたデモでは火炎瓶が銀行に投げ入れられ銀行員に死者が出る事件となった。犯行は無政府主義者によるものとされている。
2011年7月25日、格付会社ムーディーズは既に投機的等級にあるギリシャの格付けをさらに3段階引き下げ、従来の「Caa1」を「Ca」とした。
2011年9月28日、欧州委員会、IMF、（ECB）の3機関（トロイカ）で構成される合同調査団はアテネに戻り、ギリシャがデフォルト（債務不履行）回避に必要な次回融資を受けるにふさわしいかを判断するため、同国政府が最近合意した新たな緊縮措置や民営化計画の進捗について綿密に調査する見通しとなった。
2011年10月3日ギリシャ政府が、財政赤字削減目標未達となる見通しを発表したため、欧州金融市場は再び悪化した。これでギリシャが「ハード」デフォルト（債務不履行）となる可能性が高まった。
2011年10月12日、ECBのトリシェ総裁は、債務削減合意を順守すれば、ギリシャはデフォルト（債務不履行）を回避できると述べた。
10月27日、欧州諸国は債務危機に対応するために、「ギリシャ債務の民間投資家の損失負担を50％とし、欧州金融安定ファシリティの融資能力を拡充するほか、2012年6月30日まで銀行の資本増強を決めた」ものの、パパンドレウ首相が11月1日に第2次支援策の受け入れについて国民投票を実施すると発言したために、金融市場は再び不安定化、内外での反発が強まった。
11月2日にはアンゲラ・メルケル、ニコラ・サルコジの独仏首脳がパパンドレウ首相に対し、支援凍結とユーロ離脱（自国通貨「ドラクマ復活」）をちらつかせながら圧力をかけ、事態収拾に動いた。11月4日に国民投票を撤回、翌11月5日にはパパンドレウ内閣の信任投票で僅差ながらも信任されたものの、大連立交渉に失敗しパパンドレウは首相を辞任。11月11日、前欧州中央銀行副総裁のルーカス・パパデモスを首班とする大連立政権が発足した。このとき総選挙を2012年に繰り上げ実施することで連立政権内の合意ができていた。
2012年5月ギリシャ議会総選挙では財政緊縮反対を掲げる左翼政党が大幅に躍進。連立交渉がまとまらず、翌月に再選挙（2012年6月ギリシャ議会総選挙）が行われることとなった。緊縮財政政策について政党により賛否がはっきりしているため、一連の選挙結果は欧州連合（EU）による金融支援を受けるのに不可欠である財政緊縮を堅持するか否かの動向に直結することから世界より注視されたが、6月の選挙では財政緊縮支持派の第1党が票を伸ばし連立政権の樹立に成功したことで、ようやく事態は沈静化へと向かうこととなった。
この一連の経済危機とその対策の不手際により、ギリシャの実質的な国内総生産は2009年から2012年の間に17%減少した。
2015年3月、ブラジル出身のPaulo Nogueira Batista 国際通貨基金理事がテレビ出演し、ギリシャに対する融資がドイツとフランスの銀行を救済する目的だったことを理事たちが承知していた事実を漏らした。4月9日、ギリシャはIMF に4億6200万ユーロを返済した。
2015年8月に欧州安定メカニズムが3カ年に及ぶ第3次金融支援を行うことで合意。
2017年4月21日、ギリシャ統計局は2016年の基礎的財政収支(プライマリーバランス)が対GDP比で3.9％の黒字に改善したと発表した。2015年は2.3％の赤字で、EUによる第3次支援は0.5％以上の黒字確保を条件としていた。過去の債務残高は3148億ユーロで、対GDP比は179.0％と、2015年の177.4％より悪化した。
2017年6月15日、ルクセンブルクで開催されたユーロ圏財務相会合にて、ギリシャに対する85億ユーロの追加融資で合意し、7月に予定される巨額の国債償還の資金を確保し、ギリシャ発の金融危機が再発する事態は回避された。
2018年8月20日、欧州安定メカニズムが第3次金融支援を予定通り終了させ、追加支援も行わないと発表した。
2018年時点の経済規模は、金融危機発生前の2007年と比べ3/4レベルに落ち込んではいるものの、今後は経済成長が見込まれる。また、国内総生産に対する公的債務の比率は、2018年の188%超をピークに低下していく見通しが立てられている。

## 財政問題
放漫な財政運営が続いた理由について、白井さゆりも以下のように指摘している。
1. 身の丈に合わない年金制度：「社会保障給付費」と「人件費」が利払い後歳出の7割を占める。年金給付水準が現役時代と大差なく他の先進諸国と比べて高いこと並びに年金受給開始年齢が早く、55歳前後であること。
2. 政権交代の度に拡大を続けた大きな政府：王政崩壊後、政権交代がある度に公務員としての雇用を増やしてきたこと。
3. 脱税文化を持つギリシャ：脱税や税務署職員の汚職が蔓延しており、徴税能力の低さにつながっている。例えば自営業者は一定水準の所得以下になると無税となることから領収書を発行しない、税務署職員に対する賄賂による脱税等である[93]。

ギリシャ国民の納税意識については様々な評論家などが言及を行っているが、2012年5月に国際通貨基金の専務理事が「ギリシャ人はみんな税金逃れをしようとしている」と発言した際には、ギリシャ国民から大きな反発を買っている。

## ギリシャ国債
- 2012年3月：10年国債の利回りは36.5%。
- 2014年4月10日：ギリシャ国債発行で市場復帰